# Casque chalcidien

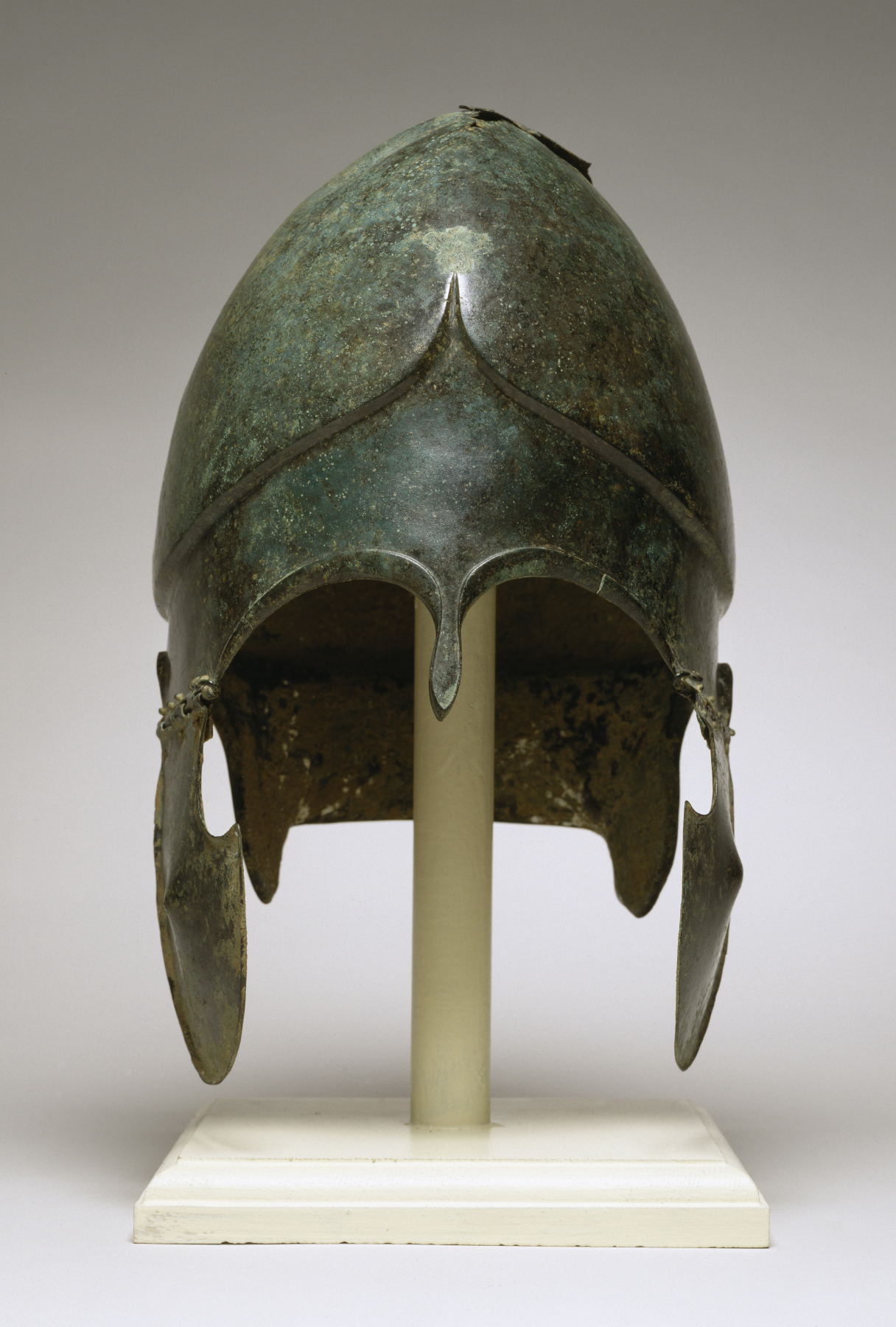
Casque chalcidien. Bronze, Grèce, vers 500 av. J.-C., Baltimore, Walters Art Museum, 54.2468.

Le casque chalcidien est un type de casque grec en bronze qui apparaît à la fin du VIe siècle av. J.-C. et dont l'utilisation perdure jusqu'au IVe siècle av. J.-C.,. Après le casque corinthien, dont il est probablement une variante allégée,, et avec lequel il cohabite jusqu'à la disparition du premier en tant que pièce d'armement au cours du Ve siècle av. J.-C., il est l'un des principaux casques de l'armement hoplitique.

## Appellation

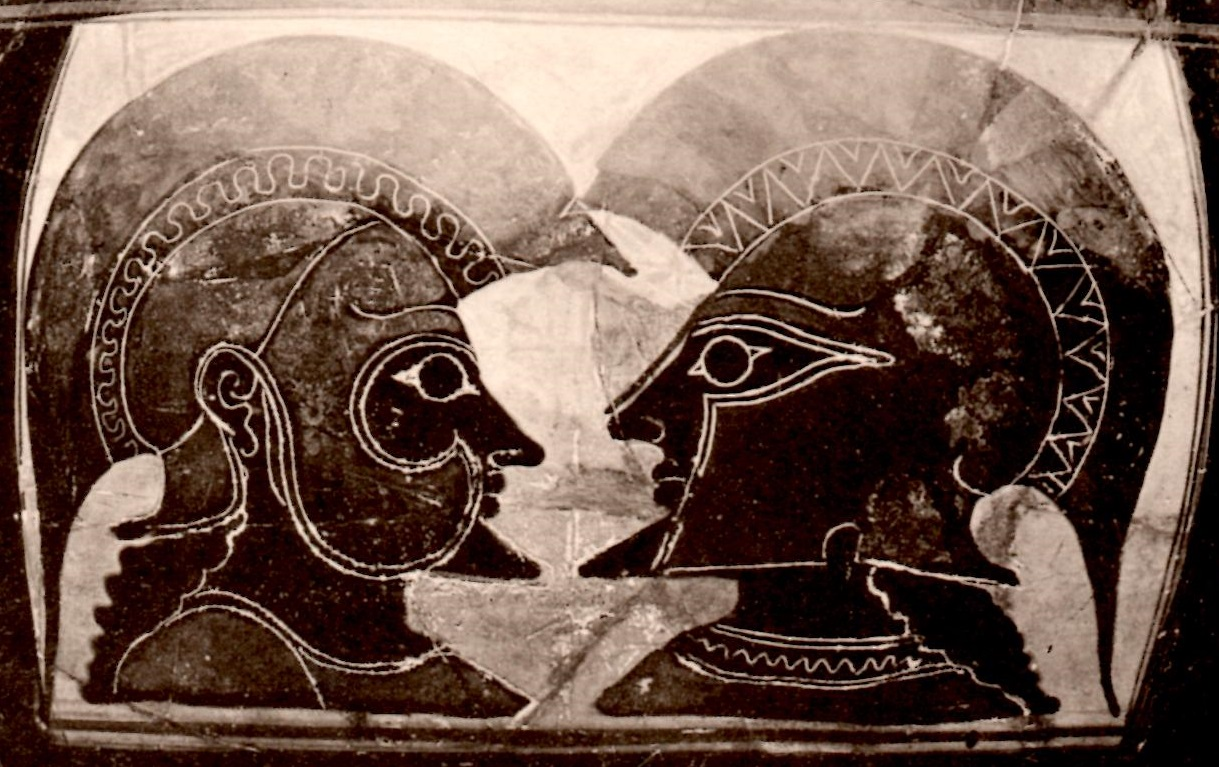
Deux têtes de guerriers casqués se faisant face. Celui de gauche porte un casque chalcidien, celui de droite un casque corinthien. Amphore-psykter chalcidienne à figures noires, moitié du, Berlin, Pergamonmuseum, F 3153.

Son appellation est due à l'archéologue allemand A. Furtwängler de par sa représentation fréquente sur la Céramique chalcidienne à figures noires (en). Cependant, l'appellation même de cette production céramique est erronée. Cette céramique est plutôt une production des colonies grecques de Grande-Grèce et elle serait très probablement originaire de la colonie eubéenne de Rhégion. Ainsi, on suppose que l'origine de ce type de casque se situe principalement dans la région de la Grande-Grèce,,, d'autant plus que de nombreux casques chalcidiens datés de la fin du VIe siècle av. J.-C. y ont été trouvés,. 

## Aire de répartition
Ce casque est particulièrement attesté par l'archéologie dans le sud de la péninsule italienne et en Grèce, en particulier au sanctuaire d'Olympie. Il a aussi été mis au jour en Étrurie, en Macédoine, en Thrace, dans les Balkans et même dans le sud de la Russie.  
Ainsi, il semble s'être diffusé vers les peuples en contact avec les Grecs de Grèce continentale, de Grande-Grèce et de la mer Noire.
Il est également souvent figuré sur la céramique attique à figures rouges à partir du premier quart du Ve siècle av. J.-C.

## Description
Le casque chalcidien se caractérise par une calotte hémisphérique carénée la séparant des parties basses du casque comme sur les modèles corinthiens contemporains, par un protège-nuque et des paragnathides (protège-joue) individualisés dégageant une ouverture pour les oreilles. De plus, par rapport aux casques corinthiens les paragnathides ne recouvrent que très peu le visage. Il est majoritairement pourvu d'une protection nasale. Pour certains auteurs,,, le casque chalcidien dépourvu de nasal est un type à part, qu'ils dénomment attique. Cependant, il semble plus qu'il s'agisse d'une variante du casque chalcidien plutôt qu'un nouveau type, d'autant plus que l'appellation casque attique renvoie déjà à un casque grec de la période hellénistique. 

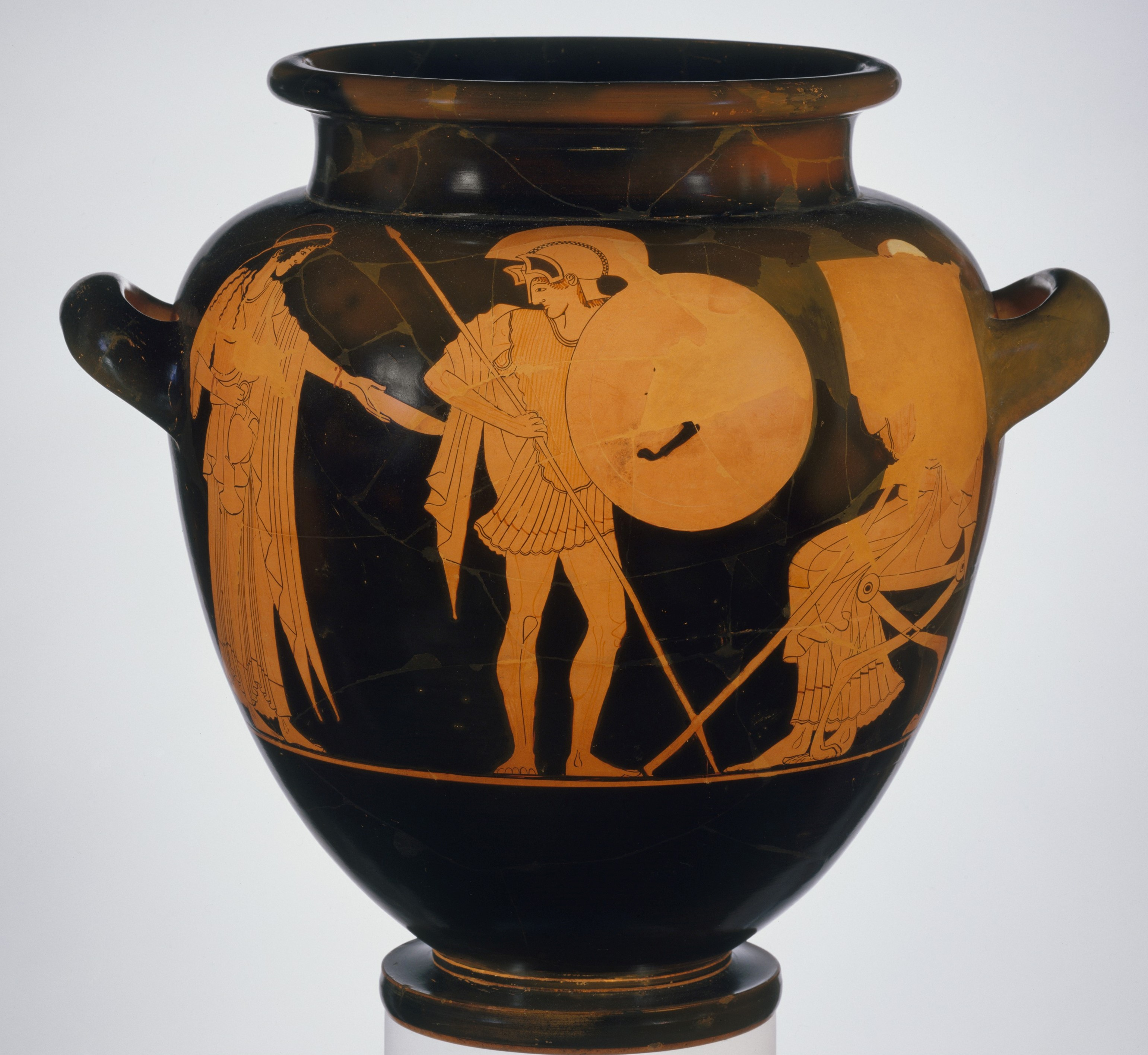
Le guerrier central porte un casque chalcidien aux paragnathides relevés. Stamnos attique à figures rouges attribué au Peintre de Berlin, vers 490 av. J.-C., New York, Metropolitan Museum, 1988.40.

Le casque chalcidien, comme les autres casques grecs de cette période, pouvait être surmonté d'un cimier se composant d'une armature probablement en matériaux périssables et d'une crête en crin de cheval. Certains des exemplaires mis au jour proposent des décors gravés ou ciselés tels que des sourcils surmontant l'ouverture des yeux ou des spirales réalisées en repoussé sur les paragnathides. 

## Origine et typologie
Le casque chalcidien semble être un développement vers l'allègement du lourd casque corinthien apparu au VIIIe siècle av. J.-C.,, pièce d'armement défensive iconique de l'hoplite grec jusqu'à son remplacement progressif par des modèles moins contraignant. En effet, le casque corinthien contraint très largement l'ouïe de son porteur puisque les oreilles sont entièrement recouvertes.  La vision ainsi que la respiration sont aussi restreintes par des ouvertures relativement étroites en forme d'amande pour les yeux et une simple fente pour la bouche. C'est d'ailleurs tout l'équipement hoplitique qui tend vers un certain allègement. C'est en particulier afin de rendre l'ouïe à son porteur que le casque chalcidien est apparu selon P. Connolly et A. Snodgrass.  
Les premières typologies du casque chalcidien sont le fait de l'archéologue allemand d'Emil Kunze en 1967 et de K.H. Edrich en 1969 elles sont complétées par celles de P. Dintsis en 1986, H. Pflug (de) en 1988 et celle de H. Frielinghaus en 2011. Ces typologies sont basées autour de la forme des paragnathides comme élément caractéristique. Celles proposées par K.H. Edrich et P. Dintsis s'éloignent de celle d'Emil Kunze qui est reprise est augmentée par les typologies de H. Pflug (de) et H. Frielinghaus. Ainsi, la typologie la plus complète est celle de H. Frielinghaus qui reprend les sept groupes de la typologie d'Emil Kunze en les étoffant. Cependant, cette typologie place tous les casques disposant de paragnathides mobiles dans le même groupe alors qu'ils diffèrent dans leur forme. P. Dintsis s'attache justement à répartir ces casques du groupe VII d'Emil Kunze avec les casques présentant la même forme de paragnathides. 

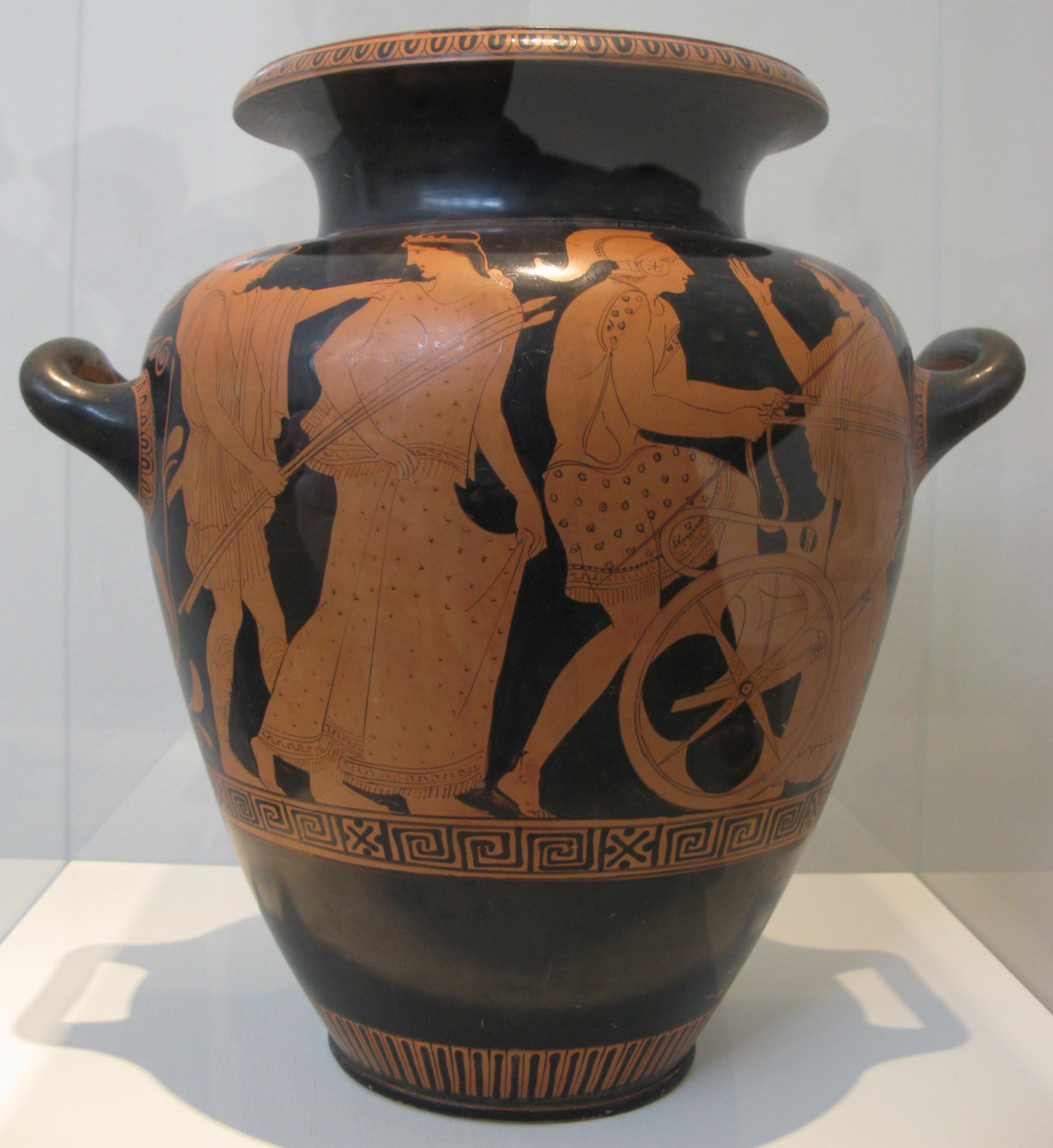
Le guerrier sur le char porte un casque chalcidien aux paragnathides arrondis. Stamnos attique à figures rouges, attribué à Polygnotos, vers 430-420 av. J.-C., Athènes, National Archeological Museum, 18063.

### Typologie d'Emil Kunze modifiée par H. Frielinghaus (2011)
Typologie d'Emil Kunze modifiée par H. Frielinghaus (2011) :

#### Groupe I
Ces casques se distinguent par leurs paragnathides lobés. La carène de la calotte est peu développée. Ils se caractérisent souvent par une protection nasale longue et étroite. Les spécimens de ce groupe sont peu nombreux et ont été majoritairement trouvé à Olympie, quelques autres casques ont été retrouvés en Grande-Grèce. Ce type de casque est particulièrement représenté sur la céramique attique à figures rouges. 

#### Groupe II
Ces casques sont caractérisés par des paragnathides en forme de faucille dont le bord supérieur délimite l'ouverture pour les yeux. La carène de la calotte est plus développée que pour le groupe I. Le court nasal reprend souvent la forme d'une goutte. Il s'agit d'un des types de casque chalcidien les plus représentés sur la céramique attique à figures rouges.

#### Groupe III
Ces casques se caractérisent par des paragnathides en forme de tête de bélier. Ces casques sont souvent richement ornés de sourcils ciselés se terminant parfois par des têtes de serpent. 

#### Groupe IV
Les casques de ce groupe sont caractérisés par des paragnathides en forme de triangles pointus fortement orientés vers le bas. L'ouverture des yeux est dégagée et le nasal est souvent absent. Ce casque offre un large champ de vision à son porteur. Les casques de ce type proviennent majoritairement d'Italie du Sud.

#### Groupe V
Ce groupe est formé à partir d'un seul exemplaire mis au jour au sanctuaire d'Olympie et partiellement lacunaire. Les paragnathides sont en forme de langue.

#### Groupe VI
Ce groupe est aussi formé à partir d'un seul exemplaire. Il se caractérise par des paragnathides en forme de rectangles aux bords arrondis. 

#### Groupe VII
Ce groupe est constitué de tous les casques chalcidiens dont les paragnathides sont mobiles grâce à une charnière. Pour ce groupe, la forme des paragnathides n'est pas uniforme. Plusieurs exemplaires montrent des paragnathides en forme de faucille ressemblant à celles des casques du groupe II.

### Typologie de P. Dintsis (1986)[18]

#### Groupe I
Ces casques présentent des paragnathides en forme de faucille. Ils peuvent être aussi bien mobiles que fixes. 

#### Groupe II
Les paragnathides de ces casques sont en forme en de lobe. Ils sont toujours fixes.

#### Groupe III
Ces casques se distinguent par des paragnathides courbés pointus ou arrondis. Ils peuvent être mobiles ou fixes. 

#### Groupe IV
Ces casques sont caractérisés par des paragnathides en forme de tête de bélier. Ils peuvent être mobiles ou fixes.